# Міжнародна школа Гавани
Міжнародна школа Гавани (англ. The International School of Havana (ISH), ісп. Escuela Internacional de La Habana) — приватна міжнародна школа для дітей дипломатичного корпусу і експатріантів, які тимчасово чи постійно проживають на Кубі. Офіційно школа є позанаціональним неприбутковим об'єктом дипломатичного співтовариства і функціонує на території Куби за погодженням з Міністерством закордонних справ Куби і перебуває під опікою «Управління міжнародними школами» Державного департаменту США, яке рекомендує цю школу для здобуття середньої освіти дітьми чи утриманцями громадян США, що тимчасово перебувають чи проживають на території Куби. Два шкільні кампуси розташовані у житловому кварталі Гавани Мірамар, за 500 метрів від міського пляжу, та поряд із французьким посольством і музеєм Міністерства внутрвшніх справ Куби.

## Коротка історія
Школу було засновано у 1965 р. як «Гіллсайд-Скул» зусиллями британської експатріантки пані Філіс Говард Пауерс, кавалером Ордена Британської імперії, для надання можливості отримати середню освіту дітям працівників декількох дипломатичних місій у Гавані. Першими учнями були лише десятеро дітей працівників іноземних посольств.
З роками школа зростала, змінювала підпорядкованість і назви. У 1988 році школа переїхала у нові приміщення і отримала свою нинішню назву: «Міжнародна школа Гавани».
У 2002 році було подано заявку на акредитацію школи та її освітніх програм у «New England Association of Schools and Colleges» (NEASC) (укр. Асоціація шкіл і коледжів Нової Англії) і було успішно пройдено процедуру акредитації.
11 травня 2006 школа і її освітні програми для здобуття диплома міжнародного бакалаврату були акредитовані некомерційним освітнім фондом «International Baccalaureate®».

## Опис
Навчальний заклад забезпечує навчання і виховання школярів у віці від 4 до 18 років, починаючи від дитячого садочка, і закінчуючи випускними класами старшої школи:
Школа розташовується у двох кампусах:
- початкова, середня школа і адміністрація — Calle 18 (укр. 18-та вулиця, Мірамар);
- вища школа (новий корпус) — Calle 22 (укр. 22-га вулиця, Мірамар).

Кампус ясельних груп (2,5-4 роки) та груп дитячого садочка «K1» розташований поблизу основного кампуса та обладнаний сучасними ігровими майданчиками і майданчиками для відпочинку і занять на свіжому повітрі.
Школа відкривається о 7-50 ранку, заняття розпочинаються у 8-10 і тривають: 
- у початкових класах — до 14:35 плюс позакласні заняття за бажанням (балет, образотворче мистецтво, творчість, тейквондо, ігри тощо) — з 14:45 до 15:30;
- у середніх і старших класах  — до 15:30 плюс позакласні заняття — з 15:30 до 16:30.

Шкільну форму, як таку, не передбачено, однак, для занять фізкультурою форма є обов'язковою. Форму замовляють і купують у шкільному магазині, причому, на формі має бути чітко позначене ім'я учня.
Учні забезпечуються транспортним обслуговуванням за визначеними маршрутами руху. 
Батьки можуть замовляти харчування в школі чи давати домашні обіди учням з дому у передбачених і персонально позначених контейнерах. Контейнери учнів молодших класів збирають відповідальні за харчування особи і завчасно доставляють їх у їдальню. Окрім цього, у школі є безготівковий кафетерій на умовах поповнення депозиту, із якого списуються кошти за кожну покупку учня із щотижневим повідомленням батьків про поточний баланс електронною поштою.
Класи невеликі — максимальна кількість учнів у класі 22. У кожному класі два учителі, один з яких є носієм англійської, а інший  — іспанської. Заняття проходять англійською і іспанською відповідно до навчальних планів. Французьку, зазвичай, вивчають як «іноземну». Окрім цих мов у школі можна вивчати нідерландську чи італійську. Залежно від походження і рідної мови учні можуть вибирати будь-яку з цих мов як «іноземну» та «другу іноземну».

## Освітні програми
Школа є членом Ради міжнародних шкіл (англ. Council of International Schools — «CIS») і є акредитованою цією міжнародною освітньою установою. Школа також є членом «Асоціації американських шкіл у Південній Америці» (англ. Assotiation of American Schools in South America).
| Вид школи: | Ранні роки (англ. Early Years) | Ранні роки (англ. Early Years) | Початкова школа (англ. Primary School) | Початкова школа (англ. Primary School) | Початкова школа (англ. Primary School) | Початкова школа (англ. Primary School) | Початкова школа (англ. Primary School) | Початкова школа (англ. Primary School) | Середня школа (англ. Middle School) | Середня школа (англ. Middle School) | Середня школа (англ. Middle School) | Вища школа (англ. High School) | Вища школа (англ. High School) | Вища школа (англ. High School) | Вища школа (англ. High School) |
| --- | ------------------------------ | ------------------------------ | -------------------------------------- | -------------------------------------- | -------------------------------------- | -------------------------------------- | -------------------------------------- | -------------------------------------- | ----------------------------------- | ----------------------------------- | ----------------------------------- | ------------------------------ | ------------------------------ | ------------------------------ | ------------------------------ |
| Вік | до 4 та 4                      | 5                              | 6                                      | 7                                      | 8                                      | 9                                      | 10                                     | 11                                     | 12                                  | 13                                  | 14                                  | 15                             | 16                             | 17                             | 18                             |
| Класи | EY                             | K1                             | K2                                     | G1                                     | G2                                     | G3                                     | G4                                     | G5                                     | G6                                  | G7                                  | G8                                  | G9                             | G10                            | G11                            | G12                            |
| Освітні програми | IPC                            | IPC                            | IPC + Cambridge Framework              | IPC + Cambridge Framework              | IPC + Cambridge Framework              | IPC + Cambridge Framework              | IPC + Cambridge Framework              | IPC + Cambridge Framework              | Cambridge Framework                 | Cambridge Framework                 | Cambridge Framework                 | IGCSE                          | IGCSE                          | IB-Diploma                     | IB-Diploma                     |
| Примітки: IPC — International Primary Curriculum (укр. Навчальний план міжнародної початкової освіти) IPC + Cambridge Framework — взаємно скориговані програми «IPC» та «Кембриджської програми початкових класів» (англ. «Cambridge Primary») Cambridge Framework — «Кембриджська програма середніх класів 1» (англ. «Cambridge Secondary 1») IGCSE — «Кембриджська програма середніх класів 2» (англ. «Cambridge Secondary 2»), орієнтована для здобування Міжнародного сертифіката про загальну середню освіту (англ. International General Certificate of Secondary Education — «IGCSE») IB-Diploma — Програма для здобуття диплома міжнародного бакалаврату (англ. Diploma Programme) Позначення: «EY» — ранні роки; «K» — групи дитячого садочка; «G» — класи школи |                                |                                |                                        |                                        |                                        |                                        |                                        |                                        |                                     |                                     |                                     |                                |                                |                                |                                |

### Програми ранніх років
Вихованці ясельної групи і дитячого садочка навчаються і виховуються за Навчальним планом міжнародної початкової освіти (англ. International Primary Curriculum (IPC)), адаптованим до умов проживання у Гавані. Основні акценти приділяються вивченню мов та пізнанню світу.

### Програми початкової школи
Учні дорослої групи дитячого садочка «K2» та початкової школи навчаються за комбінованим навчальним планом, який являє собою компіляцію «Навчального плану міжнародної початкової освіти» IPC та «Кембриджської програми початкових класів» (англ. «Cambridge Primary»). Основні акценти приділяються вивченню мов, математиці, творчості та пізнанню світу. По завершенні програми учні 5-го класу складають іспити «Кембридж Праймері Чекпойнтс» (англ. Cambridge Primary Checkpoints), передбачені «Кембриджською програмою початкових класів».

### Програми середньої школи
Учні середніх класів навчаються за «Кембриджською програмою середніх класів 1» (англ. «Cambridge Secondary 1»). По завершенні програми учні 8-го класу складають іспити «Кембридж Лоувер Секондарі Чекпойнтс» (англ. Cambridge Lower Secondary Checkpoints), передбачені «Кембриджською програмою середніх класів». Програма передбачає закладання основ, необхідних для опанування програми, необхідної для здобування Міжнародного сертифіката про загальну середню освіту.

### Програми для здобування Міжнародного сертифіката про загальну середню освіту IGCSE
Учні 9-го та 10-го класів навчаються за Кембриджськими програмами загальної середньої освіти і у 10-му класі складають іспити для здобування Міжнародного сертифіката про загальну середню освіту (англ. International General Certificate of Secondary Education  — «IGCSE»). Особливістю навчального плану для учнів 10-го класу є те, що вони адаптовані і узгоджені із навчальним планом міжнародного бакалаврату.
Міжнародний сертифікат про загальну середню освіту IGCSE визнається та приймається роботодавцями або навчальними закладами практично в усьому світі як об'єктивне свідчення про успішність. До таких країн відносяться країни Європейського Союзу, Північної Америки, Північної Африки, ПАР, Австралія та Нова Зеландія, а також, усі країни, що підписали Лісабонську конвенцію про визнання, у тому числі, і Україна, яка підписала цю конвенцію 11.04.1997, і ввела в дію з 01.06.2000.

### Програма для здобування диплома міжнародного бакалаврату
Учні 11-го та 12-го класів навчаються за програмою повної загальної середньої освіти «IB Diploma Programme» (укр. Програма для здобуття диплома) і у 12-му класі складають іспити для здобування диплома міжнародного бакалаврату.
Дипломи міжнародного бакалаврвту про повну загальну середню освіту (англ. The IB diploma) надають можливість здобувати вищу освіту та приймаються і визнаються більше, ніж 2 337 університетами у 90 державах світу.